# Itara denticulata
Itara denticulata är en insektsart som beskrevs av Lucien Chopard 1940. Itara denticulata ingår i släktet Itara och familjen syrsor. Inga underarter finns listade i Catalogue of Life.